# Мало Тројство
Мало Тројство је насељено место у саставу општине Велико Тројство, Бјеловарско-билогорска жупанија, Република Хрватска.

## Историја
До територијалне реорганизације у Хрватској, налазило се у саставу старе општине Бјеловар.

## Становништво
На попису становништва 2011. године, Мало Тројство је имало 158 становника.

## Попис1991.
На попису становништва 1991. године, насељено место Мало Тројство је имало 249 становника, следећег националног састава:
| Попис 1991.‍ | Попис 1991.‍ | Попис 1991.‍ | Попис 1991.‍ | Попис 1991.‍ |
| ----------- | ----------- | ----------- | ----------- | ----------- |
|             |             |             |             |             |
| Хрвати      | Хрвати      |             | 249         | 100%        |
| укупно: 249 |             |             |             |             |